# Reiz
Ein Reiz oder Stimulus (Mehrzahl: Stimuli) in der Physiologie ist eine physikalische oder eine chemische Größe der inneren Umgebung oder der äußeren Umwelt eines lebenden Systems, die durch veränderten Energiebetrag auf dieses lebende System einwirkt.
Im Sinne der Neurobiologie ist ein Reiz somit die Einwirkung auf eine Sinneszelle, mit der eine Veränderung des Membranpotentials ihrer Zellmembran hervorgerufen wird (Rezeptorpotential) und zu einer Hyperpolarisation oder Depolarisation führt. Bei einer zugeordneten Nervenzelle löst ein überschwelliger Reiz ein Aktionspotential aus. Die Aktionspotenziale sorgen dann für die Erregungsleitung. 
Die Fähigkeit eines Lebewesens, auf äußere Einwirkungen zu reagieren, wird als Erregbarkeit, Reizbarkeit oder Irritabilität bezeichnet.

## Reizarten

### Adäquate Reize
Adäquat werden Reize genannt, die nach ihrer Weise einer bestimmten Art von Sinneszellen besonders entsprechen, da diese für solche Reize optimiert sind. Daher sind es in der Regel auch diejenigen Reize, die schon mit vergleichsweise geringer Energie ein Rezeptorpotential in der Sinneszelle aufbauen bzw. ein Aktionspotential in der Nervenzelle auslösen können. Beispielsweise sind Lichtreize für die Zapfen und Stäbchen im Auge adäquate Reize.

### Inadäquate Reize
Inadäquate Reize können ebenfalls eine Potentialänderung hervorrufen. Doch sind sie Reize, die der Sinneszelle nicht entsprechen und somit nur mit vergleichsweise hoher Energie zu einem Rezeptorpotential führen oder auch gar keine Erregung auslösen. Beispielsweise kann auch bei mechanischem Druck auf die Netzhaut (wie etwa dem Schlag einer Faust aufs Auge) ein visueller Eindruck entstehen (als weiße Flecken oder „Sternchen“). Ebenso sind durch von außen angelegte leichte elektrische Spannungen, z. B. an der Zunge, den Sinneszellen zugeordnete Empfindungen im Zentralnervensystem auslösbar (etwa ein „süß-saurer“ Eindruck). Doch wird helles Licht auch bei herausgestreckter Zunge nicht geschmeckt.

### Unterschwellige Reize
Auch bei adäquaten Reizen kann es vorkommen, dass die Energiemenge nicht hinreicht, die zugeordnete Nervenzelle zu erregen (Alles-oder-nichts-Prinzip). Treffen solche Reize allerdings in raschen zeitlichen Abfolgen oder geringen räumlichen Abständen ein, so können sie durch Summation zu einem überschwelligen Reiz werden und das afferente Neuron erregen.

### Überschwellige Reize
Hier reicht die Energiemenge eines Reizes aus, um mit den rezeptiven Strukturen der Zelle zu interagieren und eine zelluläre Signaltransduktion einzuleiten, die in ein Rezeptorpotential der Sinneszelle mündet, das in der zugeordneten Nervenzelle in Serien von Aktionspotentialen überführt wird – die beispielsweise über den Sehnerv geleitet werden.
Abhängig von den jeweiligen Bedingungen im weiterleitenden afferenten System (u. a. Kontrastierung und Adaptation) sowie vom aktuellen Wachheitsgrad (Vigilanzstatus) sind dann auch Empfindungen möglich, die als Sinneseindrücke bewusst wahrgenommen werden können.

## Reizverarbeitung
Empfindungen und Sinneseindrücke entstehen erst im Zentralnervensystem und sind nicht mehr direkt messbar (Blackbox). Sie können nur mit psychologischen Methoden erfasst werden. Wahrnehmungen entstehen durch Verknüpfung der Sinneseindrücke mit Erfahrungen und der eigenen Person.
Lebewesen reagieren sowohl auf äußere (aus der Umwelt stammende) als auch auf innere (im Organismus selbst hervorgebrachte) Reize. Auf einen Reiz kann eine Reaktion folgen; doch kann eine solche durch der Reizaufnahme nachfolgende Verarbeitungsschritte auch gehemmt werden (vgl. hierzu auch Reizfilterung). In einem Lebewesen werden aufgenommene Reize unterschieden (differenziert), auf einander bezogen (integriert) und auf mögliche Reaktionen hin bewertet – bezüglich der Koordination zwischen Teilsystemen eines Lebewesens wie hinsichtlich der Interaktion zwischen Lebewesen und Umwelt. Bei Tieren sind Sinneszellen über Synapsen mit dezentralen Nervenknoten oder auch mit einem zentralen Nervensystem verbunden, in dem durch Reize hervorgerufene Erregungen in Bezug auf Reaktionsmöglichkeiten verarbeitet werden.

### Reiz-Reaktionskette bei Tieren
Ein Reiz wirkt auf die Rezeptoren (Sinneszellen) oder Akzeptoren (Sinnesorgane) eines Organismus ein und wird afferent über sensible bzw. sensorische Nerven weiter zum Zentralnervensystem (Rückenmark und/oder Gehirn) geleitet und dort verarbeitet. Daraufhin kann efferent über motorische Nerven ein Impuls an einen Effektor (Erfolgsorgan) wie etwa einen Muskel oder eine Drüse übermittelt werden. Als Antwort oder Effekt kann beispielsweise eine Muskelkontraktion erfolgen, mit der das Verhältnis zur Umgebung reizbezogen verändert wird.

### Reizbarkeit bei Pflanzen
Bei Pflanzen erfolgt die Signalweiterleitung fast ausschließlich durch chemische Reaktionen, wobei vor allem Licht ein sehr wichtiger Reiz ist (vgl. Licht als Ökofaktor). Die Temperaturen, das Substrat des Bodens, andere chemische Stoffe, die Gravitation und andere Einflüsse können auch als Reize wirksam sein. Bei der Verarbeitung kann es zu einer Wechselwirkung (Synergie) verschiedener Reize kommen.

## Wahrnehmungsarten und ihre Reize
Die Wahrnehmung ist an Spektrum und Intensität der benötigten Reize angepasst (z. B. Hörschwelle). So kennt der Mensch folgende Außensinne und die dazugehörigen Reize:
- Tasten (Haut) – Druck/Berührung, Temperatur.
- Schmecken (Zunge) – salzig, sauer, süß, bitter, umami, fett.
- Riechen (Nase) – Duftmoleküle (hat auch Anteil am Geschmackssinn).
- Sehen (Augen) – Helligkeit (Licht) und Farbe.
- Hören (Ohren) – Schallwellen (Töne, Klänge).

Chemische, mechanische oder thermische Reize, die von Nozizeptoren aufgenommen werden, stellen Schmerzreize dar. Jedoch ist Schmerz eine Empfindung, die auch ohne äußere Reize auftreten kann (so etwa Phantomschmerz).
Im Wirtschaftsleben – namentlich in der Konsumgüterwerbung und in der Handelspsychologie – wird das gesamte Reizspektrum eingesetzt, um Interesse an Waren zu wecken und darüber hinaus Kaufhandlungen auszulösen.
Hinzu treten die Sinne, die der Eigenwahrnehmung dienen (für eine Übersicht siehe Sensibilität (Medizin)):
- Propriozeption
- Entero- oder Viszerozeption

Allerdings existieren darüber hinaus noch unzählige andere Reizqualitäten wie z. B. Magnetismus und Ultraschall, die der Mensch nicht wahrnehmen kann.

## Abgrenzung: Reiz und Erregung
Äußere Einwirkungen wie Wärme oder Druck stellen Reize dar, die zum Beispiel in der Haut durch Sinneszellen (Rezeptoren) aufgenommen werden. Ein überschwelliger Reiz kann an den nachgeschalteten Nervenzellen die Entstehung elektrischer Impulse bewirken, die als Erregung bezeichnet werden. Eine „Reizleitung“ gibt es nicht, da allein die elektrischen Impulse von den Nervenfasern weitergeleitet werden.
Besondere Umstände finden sich im Herzmuskel, wo normalerweise im Sinusknoten spezialisierte Zellen mit einem Schrittmacherpotenzial spontan eine Erregung bilden, die über Vorhöfe und Kammern weitergeleitet und ausgebreitet sich auf das Arbeitsmyokard überträgt, sodass es zur koordinierten Kontraktionen des Hohlmuskels kommt. Diese eigene Erregungsbildung im Organ lässt das Herz auch ohne nervale Impulse oder äußere Reize selbständig schlagen (Autonomie des Herzens).